# 刘正奎
刘正奎（1970年12月—），中国科学院心理研究所研究员，中国心理学会副秘书长。

## 生平
1994年毕业于安徽师范大学教育系，同年进入安徽工业大学（原华东冶金学院）工作。1999年考取中国科学院心理研究所研究生，于2005年获博士学位并留所工作。现任中国科学院心理研究所研究员、博士生导师。

## 学术贡献
主要从事重大应激事件与心理健康的演化、心理援助方法与技术研究工作。主持国家重点研发计划项目、国家科技支撑计划课题等20多项，发表论文100余篇。是国家百千万人才工程国家级人选和国家“突出贡献的中青年专家”。

## 社会兼职
中国心理学会理事、心理危机干预工作委员会主任委员，国际EAP协会中国分会副主席，应急管理部心理援助专家组组长，中国宋庆龄基金会理事。